# اليهود المزراحيون في إسرائيل
 يشكل اليهود المزراحيون في إسرائيل واحدة من أكبر التقسيمات العرقية اليهودية بين اليهود الإسرائيليين. ينحدر المزراحيون الإسرائيليون من يهود الشرق الأوسط وآسيا الوسطى، من التراث البابلي والفارسي، الذين عاشوا لأجيال عديدة تحت الحكم الإسلامي خلال العصور الوسطى. غادر الغالبية العظمى منهم الدول ذات الغالبية المسلمة خلال الصراع العربي الإسرائيلي، في ما يعرف بالهجرة اليهودية من الدول العربية والإسلامية.
حوالي 607900 يهودي هم مهاجرون وأولاد من الجيل الأول من خلال النسب للمجتمعات اليهودية العراقية والإيرانية واليمنية والمصرية والباكستانية والهندية،  المرتبطة تقليديا بالمزراحيين. الكثير من يهود إسرائيل هم من الجيل الثاني والثالث من نسل المزراحيين أو لديهم أصل مزراحي جزئي. المجموعات الفرعية الأخرى المهيمنة هي اليهود الأشكناز والسفارديم. غالبًا ما يتم الخلط بين اليهود المزراحيين واليهود السفارديين في شمال إفريقيا معًا بسبب تشابه تاريخهم في ظل الحكم الإسلامي والهجرة الساحقة خارج بلدان إقامتهم خلال القرن العشرين، ويبلغ عدد اليهود المزراحي والسفارديم مجتمعين حوالي نصف اليهود الإسرائيليين.

## التاريخ

### تشتت ما بعد 1948
بعد إعلان قيام دولة إسرائيل وما تلاه من حرب عام 1948، طُرد معظم اليهود المزراحيين من قبل حكامهم العرب أو اختاروا الرحيل والهجرة إلى إسرائيل. وفقًا للملخص الإحصائي الإسرائيلي لعام 2009، فإن 50.2٪ من اليهود الإسرائيليين من أصل مزراحي أو سفارديم.
أدت الأعمال المعادية لليهود التي اتخذتها الحكومات العربية في الخمسينيات والستينيات في سياق تأسيس دولة إسرائيل، إلى رحيل أعداد كبيرة من اليهود المزراحيين من الشرق الأوسط.[بحاجة لمصدر] غادر 25000 يهودي مزراحي من مصر بعد أزمة السويس عام 1956، وأدت الغالبية العظمى من المزراحيين إلى مغادرة البلاد العربية وأصبحوا لاجئين وذهب معظمهم إلى إسرائيل، واليوم لا يزال هناك ما يصل إلى 40000 مزراحي في مجتمعات منتشرة في جميع أنحاء العالم الإسلامي غير العربي، في إيران بشكل أساسي وكذلك في أوزبكستان وأذربيجان وتركيا.

### الاستيعاب في المجتمع الإسرائيلي
لم يكن اللجوء في إسرائيل بدون مآسي، وفقًا للأستاذة المزراحية إيلا شوحط: «في جيل أو جيلين، توحدت آلاف السنين من الحضارة الشرقية المتجذرة، حتى في تنوعها»، ومما زاد من تعقيد الصدمة الناجمة عن تشتتهم عن بلدانهم الأصلية صعوبة الانتقال عند وصولهم إلى إسرائيل؛ فكان المهاجرون واللاجئون المزراحيون يُوضعون في مدن خيام بدائية ومعزولة (معبروت) على عجل وغالبًا في مدن تنموية على أطراف إسرائيل. كان الاستيطان في الموشافات (قرى الزراعة التعاونية) ناجح جزئياً فقط، لأن المزراحيين كانوا تاريخياً حرفيين وتجار ومعظمهم لم يشاركوا في الأعمال الزراعية. مع ترك الغالبية لممتلكاتهم في بلدانهم الأصلية أثناء رحلتهم إلى إسرائيل، عانى الكثيرون من انخفاض حاد في وضعهم الاجتماعي والاقتصادي التي تفاقمت بسبب اختلافاتهم الثقافية والسياسية مع المجتمع الأشكنازي المهيمن. علاوة على ذلك، تم تطبيق سياسة التقشف في ذلك الوقت بسبب المصاعب الاقتصادية.
وصل المهاجرون المزراحيون مع العديد من اللغات الأم، فيتحدث القادمون من شمال إفريقيا والهلال الخصيب لهجات عربية، وأولئك القادمون من إيران يتحدثون الفارسية، ويهود الجبل من أذربيجان بلغتهم الأذرية، واليهود البغدادية من الهند بالإنجليزية، ويهود بخارى من أوزبكستان وطاجيكستان مع بالطاجيكية، وبني إسرائيل الهنود من ولاية ماهاراشترا بالمراثية، وجلب مزراحيون من أماكن أخرى معهم الجورجية واليهودية الجورجية واليهودية التاتية ولغات أخرى مختلفة معهم. كانت العبرية تاريخياً لغة للصلاة فقط لمعظم اليهود الذين لا يعيشون في إسرائيل، بما في ذلك المزراحيين، ومن ثم بعد وصولهم إلى إسرائيل احتفظ المزراحيون بالثقافة والعادات واللغة المتميزة عن نظرائهم الأشكناز.

#### الفوارق والتكامل
أثرت الاختلافات الثقافية بين اليهود المزراحيين والأشكناز على درجة ومعدل الاستيعاب داخل المجتمع الإسرائيلي، وأحيانًا كانت الفجوة بين يهود أوروبا الشرقية والشرق الأوسط حادة للغاية، وحد الفصل، وخاصة في مجال الإسكان، من إمكانيات التكامل على مدار السنوات. أصبح التزاوج بين الأشكناز والمزراحيين بشكل شائع في إسرائيل وبحلول أواخر التسعينات، فكان 28٪ من جميع الأطفال الإسرائيليين لديهم آباء متعددي الأعراق (أعلى من 14٪ في الخمسينيات)، وقد زُعم أن التزاوج لا يميل إلى تقليل الاختلافات العرقية في الحالة الاجتماعية والاقتصادية، إلا أن هذا لا ينطبق على أطفال الزيجات بين الأعراق.
على الرغم من تحسن التكامل الاجتماعي باستمرار، إلا أن الفوارق لا تزال قائمة. كشفت دراسة أجراها المكتب المركزي الإسرائيلي للإحصاء أن اليهود المزراحيين أقل احتمالًا في متابعة الدراسات الأكاديمية من اليهود الأشكناز، ومن المرجح أن يدرس الأشكنازي المولود في إسرائيل في الجامعة مرتين أكثر من المزراحي المولود في إسرائيل، بالإضافة إلى أن نسبة المزراحيين الذين يسعون للحصول على تعليم جامعي لا تزال منخفضة مقارنة بمجموعات الجيل الثاني من المهاجرين الأشكيناز كالروس، وكان متوسط دخل الأشكيناز أعلى بنسبة 36% من دخل المزراحيينعام 2004.

## أشخاص مشهورون
- أريه بيبي - سياسي، عضو يهودي عراقي في الكنيست عن حزب كاديما، من مواليد بغداد.
- روبرت تيفايف - سياسي من يهود الجبل وعضو في الكنيست عن حزب كاديما، من مواليد داغستان.
- داليا إيتسيك - سياسية وعضوة في الكنيست عن حزب كاديما.
- اسحق مردخاي - جنرال وسياسي سابق.
- مايكل بن آري - سياسي إسرائيلي وعضو حالي في الكنيست.
- مردخاي زار - سياسي إسرائيلي وعضو سابق في الكنيست.
- موشيه كتساب - رئيس إسرائيل السابق (2000-2007).
- شاؤول موفاز - وزير الدفاع الإسرائيلي السابق، الذي يحتل المرتبة الثانية في قائمة حزب كاديما في الكنيست.
- جيلا جامليل - وزيرة وعضوة الكنيست عن الليكود.
- بئير تاسي - مغني
- يتسحاق تشوفا - قطب أعمال
- زاديك بينو - رجل أعمال
- حاييم صبان - رجل أعمال
- موشيه كحلون - سياسي ووزير المالية الحالي
- أريه دري - سياسي وزير الداخلية ووزير تطوير النقب والجليل  [لغات أخرى]‏
- يوسي بن عيون - لاعب كرة قدم